# Sumberjaya (Kroya)
Sumberjaya is een bestuurslaag in het regentschap Indramayu van de provincie West-Java, Indonesië. Sumberjaya telt 3420 inwoners (volkstelling 2010).